# Анна фон Хенеберг
Анна фон Хенеберг (на немски: Anna von Henneberg; † сл. 1235) от Дом Хенеберг, е графиня от графство Хенеберг и чрез женитба графиня на Хелфенщайн и на Шпитценберг (близо до Кухен) в Баден-Вюртемберг.

## Произход
Тя е дъщеря на граф Попо VII фон Хенеберг († 1245), бургграф на Вюрцбург, и първата му съпруга Елизабет фон Вилдберг († 1220), дъщеря на Бертхолд фон Вилдберг († сл. 1187) и съпругата му фон Аухаузен. Баща ѝ Попо се жени втори път за Юта Клариция фон Тюрингия († 1235).

## Фамилия
Анна фон Хенеберг се омъжва за граф Улрих I фон Хелфенщайн († сл. 1241), най-големият син на граф Лудвиг I (III/IV) фон Шпитценберг-Зигмаринген-Хелфенщайн († сл. 1200) и съпругата му наследничката фон Хелфенщайн. Те имат три деца:
- Улрих II фон Хелфенщайн (* ок. 1224; † 17 май 1294) е граф на Хелфенщайн (1241 – 1294), граф на Зигмаринген, женен I. Вилибирг/Вилебург фон Дилинген (* ок. 1226; † 1268), II. 1267 г. за Агнес фон Тюбинген-Херенберг, наследничка на Блаубойрен
- Лудвиг († 26 октомври 1285)
- Ханс